# Ken Ham
Kenneth Alfred Ham (ur. 20 października 1951) – amerykański kreacjonista młodej Ziemi, który opowiada się za dosłowną interpretacją Księgi Rodzaju. Jest przewodniczącym Answers in Genesis (AiG) i założycielem otwartego w 2007 roku Muzeum Stworzenia.
Urodził się w Cairns w Australii. Studiował na Queensland University of Technology, gdzie uzyskał stopień bachelor’s degree in applied science. Po otrzymaniu dyplomu ukończenia studiów wyższych na University of Queensland przez kilka lat pracował jako nauczyciel. W 1979 roku odszedł z pracy, poświęcając się całkowicie działalności związanej z promowaniem młodoziemskiego kreacjonizmu. Wspólnie z Johnem Mackayem założył Creation Science Foundation. W 1987 roku osiadł w USA. Początkowo współpracował z Institute for Creation Research, w 1994 roku założył własną organizację Answers in Genesis. Jest laureatem dwóch doktoratów honoris causa, które otrzymał na Temple Baptist College oraz Jerry Falwell’s Liberty University.
Kenneth Ham jest autorem wielu książek, m.in. The Lie: Evolution i Dinosaurs of Eden, w których opowiada się za bezbłędnością i dosłowną interpretacją opisów biblijnych. Wierzy, że ludzie współwystępowali z dinozaurami, świat został stworzony około 6 tysięcy lat temu, a biblijny potop był historycznym faktem. Teorię ewolucji uważa za zagrożenie dla wiary w Boga, a także źródło pornografii, homoseksualizmu, narkomanii, nazizmu, rasizmu i przestępczości. Krytykuje również kreacjonizm starej Ziemi.